# Magical Girl Site
Magical Girl Site (魔法少女サイト, Mahō shōjo saito) est un shōnen manga de Kentarō Satō, prépublié entre juillet 2013 et août 2019 sur le magazine en ligne Champion Tap de l'éditeur Akita Shoten et publiée depuis mars 2014. La version française est éditée par Akata à partir de juin 2015. Une adaptation en anime est diffusée entre le 7 avril et le 23 juin 2018.

## Synopsis
Aya Asagiri est une jeune fille persécutée aussi bien à son école qu'à sa propre maison. Alors qu'un jour, elle songeait à se suicider, une mystérieuse page d'un site internet va apparaître sur son ordinateur, "Mahou Shoujo Site", lui révélant qu'elle va être une Magical Girl. Elle va par la suite rencontrer de nombreuses Magical Girls afin de s'allier contre une seule et unique menace qui arrivera le 11 août à 19h23.

## Personnages
Aya Asagiri (朝霧 彩, Asagiri Aya)
Voix japonaise : Yuko Ōno
En deuxième année de collège, Aya se fait harceler par un groupe de fille. Le soir quand elle rentre chez elle, son frère l'utilise comme défouloir. Elle possède un bâton magique qui permet de téléporter les gens. Son bâton magique est un pistolet à cœurs.
Tsuyuno Yatsumara (奴村 露乃, Yatsumura Tsuyuno)
Voix japonaise : Himika Akaneya
Elle est dans la même classe qu'Aya et va commencer à s'intéresser à elle lorsqu'Aya recevra sa baguette. Elle possède un bâton qui peut arrêter le temps. Son bâton ressemble à un smartphone.
Shioi Rina (潮井 梨ナ, Shioi Rina)
Voix japonaise : Aina Suzuki
Elle a changé d'apparence grâce à un bâton magique (un appareil photo d'une de ses victimes). Elle est plus connue sous le nom de "chasseuse de magical girls" ou "Magical Hunter". Shioi Rina a massacré plusieurs magical girls pour leur dérober leurs baguettes. Sa baguette est un petit sceptre qui envoie de l'électricité.
Nijimi Anazawa (穴沢 虹海, Anazawa Nijimi)
Voix japonaise : Yū Serizawa
C'est une idole populaire, qui depuis son plus jeune âge, rêve d'exercer ce métier. Elle adore le grand frère d'Aya, ne lui trouvant que des qualités et est prête à se confier à lui à propos de son bâton, lui faisant aveuglement confiance. Elle est surnommée «  Nijimin ». Sa baguette est une culotte qui permet de contrôler les personnes autour d'elle et d'en faire ce qu'elle  veut.
Kosame Amagai (あまがい こさめ, Amagai Kosame)
Voix japonaise : Yumi Hara
Sa première apparition est à l'épisode 5 "Vengeance et résolution", à l'hôpital pour soigner Shioi Rina alors plongée dans un coma profond. C'est une fille craintive, réservée et en dépression. Sa baguette est un cutter qui, quand elle se scarifie puis fait boire son sang à la personne blessée, soigne la victime de toute blessure (sauf si elle est déjà morte) ; cependant, si c'est pour soigner une autre magical girl, cela n'augmentera pas son espérance de vie.
Sarina Shizukume (雫芽 さりな, Shizukume Sarina)
Voix japonaise : Haruka Yamazaki
Elle est l'une des filles qui prenaient un malin plaisir à harceler Aya. Elle est très mauvaise. Lorsqu'une de ses amies est morte et elle accuse Aya en essayant de la tuer. Mais Yatsumura Tsuyuno l'a neutraliser avec son bâton magique, elle l'égorge mais elle s'en sort. Elle dresse plusieurs confrontation à Aya. Elle ne sera jamais arrêtée pour harcèlement et agression sans raison sur la même personne.
Kaname Asagiri (朝霧 要, Asagiri Kaname)
Voix japonaise : Nobuhiko Okamoto
C'est le grand frère d'Aya. Il a l'habitude de se défouler sur elle, par prétexte d'évacuer le stress que lui occasionnent ses études et son père est très exigeant et violent envers lui. Il est très mauvais et malintentionné. Il ne sera jamais arrêté pour maltraitance. Au dernier épisode, il sera torturé par les responsables de Magical Girl Site.
Nana (なな)
Voix japonaise : Ryūsei Nakao
C'est l'un des administrateurs du "Mahou Shoujo Site" ou "Magical Girl Site". Cet administrateur est celui qui a offert la baguette d'Aya et celle de Tsuyuno.

## Lien avecMagical Girl of the End
Bien que les deux séries soient faites par le même auteur et parlent toutes les deux de Magical girls de façon horrifique, Magical Girl Site n'est pas une série dérivée de Magical Girl of the End, les deux séries ayant chacune leur propre univers. Coyote magazine note ainsi que l'auteur « fait l'effort, rarissime, de renouveler son dessin et son découpage, livrant un shônen rondouillard lacéré de saillies gores ».

## Liste des volumes

### Magical Girl Site
| no | Japonais         | Japonais          | Français        | Français          |
| no | Date de sortie   | ISBN              | Date de sortie  | ISBN              |
| --- | ---------------- | ----------------- | --------------- | ----------------- |
| 1 | 7 mars 2014      | 978-4-253-22401-7 | 25 juin 2015    | 2-369-74066-3     |
| Liste des chapitres : - Entrée. 1 : Magical Girl Site - Entrée. 2 : Tsuyuno Yatsumura - Entrée. 3 : Tempest - Entrée. 4 : La chasseuse de Magical Girls - Entrée. 5 : Véritable identité - Entrée. 6 : La quatrième - Entrée. 6.5 (M.A.J) : Vengeance                                                                                                 |                  |                   |                 |                   |
| 2 | 8 septembre 2014 | 978-4-253-22402-4 | 8 octobre 2015  | 978-2-369-74073-5 |
| Liste des chapitres : - Entrée. 7 : Nijimi Anazawa - Entrée. 8 : Idole : Magical Girl - Entrée. 9 : Cadeau empoisonné - Entrée. 10 : La cinquième - Entrée. 11 : Mon amie - Entrée. 12 : Déchets |                  |                   |                 |                   |
| 3 | 6 mars 2015      | 978-4-253-22403-1 | 28 janvier 2016 | 978-2-369-74099-5 |
| Liste des chapitres : - Entrée. 13 : échec - Entrée. 14 : Successeur - Entrée. 15 : Plan - Entrée. 16 : Sort - Entrée. 17 : Mensonge - Entrée. 18 : Entre la vie et la mort - Entrée. 19 : Un autre |                  |                   |                 |                   |
| 4 | 6 novembre 2015  | 978-4-253-22404-8 | 14 avril 2016   | 978-2-369-74114-5 |
| Liste des chapitres : - Entrée. 20 : Fake - Entrée. 21 : The Time Remaining - Entrée. 22 : The Two Magical Girls - Entrée. 23 : The Magical Girl Boy - Entrée. 24 : Moron - Entrée. 25 : Where the panties went - Entrée. 26 : Coordinated Tactics - Entrée. 27 : Assassination - Entrée. 28 : No Escape                                              |                  |                   |                 |                   |
| 5 | 8 avril 2016     | 978-4-253-22405-5 | 27 octobre 2016 | 978-2-369-74160-2 |
| Liste des chapitres : - Entrée. 29 : Dette - Entrée. 30 : Attendez-moi ! - Entrée. 31 : Nouveau départ - Entrée. 32 : Last Summer - Entrée. 33 : Pfff ! - Entrée. 34 : Nier - Entrée. 35 : Objet du défunt - Entrée. 36 : Message - Entrée. 37 : Sharing Blood                                                                                        |                  |                   |                 |                   |
| 6 | 8 septembre 2016 | 978-4-253-22406-2 | 8 juin 2017     | 978-2-369-74212-8 |
| Liste des chapitres : - Entrée. 38 : Réunion - Entrée. 39 : Visiteur - Entrée. 40 : Exécution Finale - Entrée. 41 : La Fille la plus heureuse de l'univers - Entrée. 42 : Les Dieux ne m'abandonneront pas - Entrée. 43 : Mystère |                  |                   |                 |                   |
| 7 | 8 septembre 2017 | 978-4-253-22407-9 | 22 février 2018 | 978-2-369-74284-5 |
| Liste des chapitres : - Entrée. 44 : La Veille - Entrée. 45 : Obsèques - Entrée. 46 : Boum - Entrée. 47 : Breaking - Entrée. 48 : Yuka Sumikura - Entrée. 49 : Attaque Nocturne |                  |                   |                 |                   |
| 8 | 5 janvier 2018   | 978-4-253-22408-6 | 24 janvier 2019 | 978-2-369-74376-7 |
| Liste des chapitres : - Entrée. 50: A New Mystery - Entrée. 51: Stories From The Past (P. 1) - Entrée. 52: Stories From The Past (P. 2) - Entrée. 53: Plan - Entrée. 54: Failure - Entrée. 55: Solitary Angels |                  |                   |                 |                   |
| 9 | 8 mars 2018      | 978-4-253-22409-3 | 28 mars 2019    | 978-2-369-74382-8 |
| Liste des chapitres : - Entrée. 1: Komura Kayo - Entrée. 2: Melissa - Entrée. 3: Usage Prohibited - Entrée. 4: Sakaki-san - Entrée. 5: Hero - Entrée. 6: A - Entrée. 7: Alone - Entrée. 8: Arareya Touko - Entrée. 9: Gain |                  |                   |                 |                   |
| 10 | 8 mai 2018       | 978-4-253-22409-3 | 23 mai 2019     | 978-2-369-74392-7 |
| Liste des chapitres : - Entrée. 10: Emissary of Magic - Entrée. 11: Dogplay - Entrée. 12: Search - Entrée. 13: Shioi Rina - Entrée. 14: A's Identity (P.1) - Entrée. 15: A's Identity (P.2) - Entrée. 16: Answer - Entrée. 17: Investigating the Detective - Entrée. 18: Mystery in the Basement - Entrée. 19: Mission "A" - Entrée. 20: Pact         |                  |                   |                 |                   |
| 11 | 8 août 2018      | 978-4-253-22411-6 | 22 août 2019    | 978-2-369-74738-3 |
| Liste des chapitres : - Entrée. 21: Escape - Entrée. 22: What's Left Behind - Entrée. 23: Birth - Entrée. 24: Afterwards - Entrée. 25: Revenge - Entrée. 26: Memory - Entrée. 27: Punishment - Entrée. 28: Bad Feeling - Entrée. 29: King - Entrée. 30: 10 Days - Entrée. 31: Collaborators                                                           |                  |                   |                 |                   |
| 12 | 8 novembre 2018  | 978-4-253-22412-3 | 30 janvier 2020 | 978-2-369-74764-2 |
| Liste des chapitres : - Entrée. 32: Changing Point - Entrée. 33: As One - Entrée. 34: Curse Of Despair - Entrée. 35: Site Admin vs. Site Admin - Entrée. 36: Careless - Entrée. 37: Cotton Candy - Entrée. 38: Shitty Father - Entrée. 39: Let's study! - Entrée. 40: Yakuza vs Demon - Entrée. 41: Shared Fate - Entrée. 42: The Other Little Sister |                  |                   |                 |                   |
| 13 | 8 février 2019   | 978-4-253-22413-0 | 9 juillet 2020  | 978-2-369-74803-8 |
| Liste des chapitres : - Entrée. 43: Humanity - Entrée. 44: Trump Card - Entrée. 45: Destroy - Entrée. 46: Don't Return - Entrée. 47: Blood - Entrée. 48: Broken Family - Entrée. 49: The Only Family - Entrée. 50: Two Of Destiny - Entrée. 51: Nirvana - Entrée. 52: Unsatysfying End                                                                |                  |                   |                 |                   |
| 14 | 8 mai 2019       | 978-4-253-22414-7 | 15 octobre 2020 | 978-2-369-74845-8 |
| 15 | 8 août 2019      | 978-4-253-22415-4 | 11 mars 2021    | 978-2-369-74886-1 |
| 16 | 8 octobre 2019   | 978-4-253-22416-1 | 12 août 2021    | 978-2-369-74887-8 |

### Magical Girl Site Sept
| no | Japonais        | Japonais          |
| no | Date de sortie  | ISBN              |
| --- | --------------- | ----------------- |
| 1 | 6 avril 2018    | 978-4-253-22901-2 |
| Liste des chapitres : - Shift. 1: Two Girls - Shift. 2: Murder Sharing - Shift. 3: Falling - Shift. 4: Secret                                                                                                   |                 |                   |
| 2 | 8 novembre 2018 | 978-4-253-22902-9 |
| Liste des chapitres : - Shift. 5: Crack - Shift. 6: Break-Up - Shift. 7: Conviction - Shift. 8: Truth - Shift. 9: Shitty Hag - Shift. 10: Nana Bonus: - Shift. 1: Life - Shift. 2: Blessing - Shift. 3: Revenge |                 |                   |

## Anime
Une adaptation en anime est diffusée entre le 7 avril et le 23 juin 2018.

### Liste des épisodes
| No | Titre français                        | Titre japonais       | Titre japonais             | Date de 1re diffusion |
| No | Titre français                        | Kanji                | Rōmaji                     | Date de 1re diffusion |
| -- | ------------------------------------- | -------------------- | -------------------------- | --------------------- |
| 1  | Magical Girl Site                     | 魔法少女サイト       | Mahou Shoujo Site          | 6 avril 2018          |
| 2  | Tempête                               | テンペスト           | Tempest                    | 13 avril 2018         |
| 3  | La princesse et la pomme empoisonnée  | 毒りんごとお姫さま   | Doku ringo to ohimesama    | 21 avril 2018         |
| 4  | Le successeur et l'étudiant transféré | 後継者と転校生       | Kōkeisha to tenkōsei       | 28 avril 2018         |
| 5  | Vengeance et résolution               | 復讐と決意           | Fukushū to ketsui          | 5 mai 2018            |
| 6  | Faux                                  | フェイク             | Feiku                      | 12 mai 2018           |
| 7  | Stratégie commune                     | 共闘戦略             | Kyōtō senryaku             | 19 mai 2018           |
| 8  | Dernier été                           | Last Summer          | Last Summer                | 26 mai 2018           |
| 9  | Les Dieux ne m'abandonneront pas      | 神は僕を見離さない   | Kami wa boku o mihanasanai | 2 juin 2018           |
| 10 | Rupture                               | ブレキング           | Breaking                   | 9 juin 2018           |
| 11 | Les Filles Rebelles                   | 反逆の少女たち       | Hangyaku no shoujotachi    | 16 juin 2018          |
| 12 | Nous ne sommes pas malchanceuses      | 私たちは不幸じゃない | Watashitachi wa Fukōjanai  | 23 juin 2018          |

### Édition japonaise
Magical Girl Site
1. 1 2  (ja) « Tome 1 »
2. 1 2  (ja) « Tome 2 »
3. 1 2  (ja) « Tome 3 »
4. 1 2  (ja) « Tome 4 »
5. 1 2  (ja) « Tome 5 »
6. 1 2  (ja) « Tome 6 »
7. 1 2  (ja) « Tome 7 »
8. 1 2  (ja) « Tome 8 »
9. 1 2  (ja) « Tome 9 »
10. 1 2  (ja) « Tome 10 »
11. 1 2  (ja) « Tome 11 »
12. 1 2  (ja) « Tome 12 »
13. 1 2  (ja) « Tome 13 »
14. 1 2  (ja) « Tome 14 »
15. 1 2  (ja) « Tome 15 »
16. 1 2  (ja) « Tome 16 »

Magical Girl Site Sept
1. 1 2  (ja) « Tome 1 »
2. 1 2  (ja) « Tome 2 »

### Édition française
1. 1 2  « Tome 1 »
2. 1 2  « Tome 2 »
3. 1 2  « Tome 3 »
4. 1 2  « Tome 4 »
5. 1 2  « Tome 5 »
6. 1 2  « Tome 6 »
7. 1 2  « Tome 7 »
8. 1 2  « Tome 8 »
9. 1 2  « Tome 9 »
10. 1 2  « Tome 10 »
11. 1 2  « Tome 11 »
12. 1 2  « Tome 12 »
13. 1 2  « Tome 13 »
14. 1 2  « Tome 14 »
15. 1 2  « Tome 15 »
16. 1 2  « Tome 16 »